# 柃叶山矾
柃叶山矾（学名：Symplocos euryoides）为山矾科山矾属下的一个种。

## 扩展阅读
維基物種上的相關：柃叶山矾